# Marlon Pérez
Marlon Alirio Pérez Arango (Támesis, Antioquia, Colombia, 10 de enero de 1976 – El Carmen de Viboral, Antioquia, 4 de octubre de 2024) fue un ciclista profesional colombiano. Debutó como profesional en el año 2000, con el equipo Selle Italia.
Falleció en el oriente antiqueño en el 2024, luego de recibir un ataque con arma blanca que le provocó la muerte en un centro asistencial.

## Biografía
Nació en Támesis, Antioquia y se dedicó al ciclismo en equipos tanto a nivel nacional como internacional, participando en dos Giro de Italia y algunas carreras en España, Francia e Italia. También representó a Colombia en varios Juegos Olímpicos en la modalidad de ciclismo en Ruta como en Pista.
En el año 2012, el ciclista Marlon Pérez, en una muestra tomada en la Vuelta a Costa Rica en diciembre de 2012, dio positivo para GW501516 o endurobol y sibutramina, la primera una sustancia potencialmente cancerígena que incrementa la masa muscular y resistencia al esfuerzo, y la segunda un medicamento para bajar de peso. La Unión Ciclista Internacional procedió a notificar la suspensión provisional del ciclista, quien se declaró sorprendido y negó haber tomado sustancias para mejorar el rendimiento. Fue el primer detectado por uso de GW501516 en Colombia, al cual se sumó el positivo del ciclista de su mismo equipo GW Shimano Jonathan Millán, quien admitió públicamente el uso de la peligrosa sustancia.

## Muerte
El histórico ciclista antioqueño Marlon Alirio Pérez Arango, de 48 años, fue atacado en la noche del 3 de octubre de 2024 cuando transitaba por una calle de El Carmen de Viboral, Oriente antioqueño, en una aparente riña. Según las primeras versiones, en medio del altercado, un hombre le propinó una herida con un arma blanca a la altura del cuello, la cual le provocó la muerte en un centro asistencial en la madrugada del día siguiente.
Los hechos se registraron en la carrera 34 con la calle 20, en el barrio Villa de Azón, de este municipio, cuando el retirado pedalista antioqueño estaría transitando en la zona y por motivos aún desconocidos se habría presentado el altercado con otro hombre, el cual escapó del sitio, dejando al deportista gravemente herido de muerte. De inmediato, personal del Cuerpo de Bomberos de este municipio lo trasladaron en una ambulancia al Hospital San Juan de Dios, donde intentaron resucitarlo, pero ya había llegado sin signos vitales por la gravedad de las lesiones.

## Palmarés
1994
- Vuelta del Porvenir de Colombia

1996
- Campeón de Colombia Contrarreloj Sub-23

1997
- 2.º en el Campeonato de Colombia Contrarreloj Sub-23
- 3.º en el Campeonato de Colombia en Ruta Sub-23
- Clásica de Girardot

1998
- Vuelta de la Juventud de Colombia
- Campeón de Colombia en Ruta Sub-23

1999
- 2.º en el Campeonato de Colombia en Ruta
- Vuelta al Valle del Cauca

2000
- 1 etapa de la Vuelta a Colombia
- Tour Nord-Isère

2001
- Campeonato de Colombia Contrarreloj
- 3 etapas de la Vuelta a Colombia

2002
- 2.º en el Campeonato de Colombia Contrarreloj
- 1 etapa de la Vuelta a Colombia en Cúcuta
- Ganador etapa 1 de la Vuelta a Colombia

2003
- 1 etapa del Clásico RCN
- 3º en la Vuelta a Cundinamarca

2004
- 3 etapas de la Vuelta al Táchira
- 1 etapa del Tour de Langkawi

2005
- 2 etapas de la Vuelta a Venezuela

2010
- 4 etapas del Clásico RCN

2011
- 1 etapa en la Vuelta a Colombia
- Medalla de Oro en Juegos Panamericanos de 2011 Contrarreloj 40 km
- 3º en la Vuelta a Antioquia

2012
- 2.º en el Campeonato de Colombia Contrarreloj
- 2 etapas de la Vuelta a Costa Rica

## Resultados engrandes vueltas
| Carrera         | 2004 | 2005 | 2006 | 2007 | 2008 |
| Tour de Francia | -    | -    | -    | -    | -    |
| Giro de Italia  | 39°  | Ab.  | -    | -    | 90°  |
| Vuelta a España | -    | -    | -    | -    | -    |

## Equipos
- Selle Italia (2000)
- 05 Orbitel (2001-2003)
- Colombia-Selle Italia (2004-2005)
- Team Tenax (2006)
- Universal Caffé (2007)
- Caisse d'Epargne (2008-2009)
- GW-Shimano (Colombia-Amateur) (2010-2011)
- Colombia-Comcel (2012)
- GW-Shimano (Colombia-Amateur) (2013)
- SuperGIROS (Colombia) (2016–2017)